# Bexhill-on-Sea
Bexhill-on-Sea (spesso abbreviata a Bexhill) è una città di 41 173 abitanti della contea dell'East Sussex, in Inghilterra.